# Chiesa della Beata Elena
La chiesa della Beata Elena o di San Francesco di Sales è un edificio religioso che si erge a borgo Portello, ora via Belzoni a Padova. La chiesa s'inserisce nel complesso già monastero delle Clarisse ed ora occupato dalla succursale del Liceo Artistico "Pietro Selvatico". Dal 1506 al 1810 vi si veneravano le spoglie della beata Elena Enselmini.

## Storia
La chiesa già esisteva nel 1226, forse titolata a Santa Maria o a San Basilio, ma comunque definita "degli Armeni". Nel 1348 diventò proprietà dei monaci olivetani. L'edificio venne restaurato (o ricostruito) ed inserito in un nuovo complesso claustrale verso il 1520 per ospitare le clarisse dell'Arcella, rifugiate per motivi bellici all'interno delle mura cittadine già nel 1509. Nella chiesa fu traslato il corpo incorrotto di Elena Enselmini, dalla quale la chiesa prese il titolo. Le reliquie della monaca francescana attirarono un gran concorso di devoti, soprattutto dopo la beatificazione avvenuta nel 1695.
Con le soppressioni napoleoniche, il convento passò al demanio e nel 1810 la chiesa venne definitivamente chiusa al culto e metà della struttura fu adattata ad abitazioni. Venne abbattuto il campanile.
Il corpo della beata Elena venne trasportato nella chiesa di Santa Sofia. 
Nel 1832 su iniziativa dell'abate dell'ordine dei minori Giambattista Peruzzi e della monaca Giovanna Francesca Gesuati, l'ex-convento fu acquistato e convertito in collegio femminile. Venne acquistata pure la superstite parte della chiesa, che venne restaurata e riconsacrata nel 1852 dal vescovo Federico Manfredini e rititolata a san Francesco di Sales. In seguito alla chiusura del collegio, la chiesa divenne dipendente della parrocchia dell'Immacolata per poi perdere l'officiatura. Dopo decenni di chiusura, dal 2012 si stanno attuando lavori di ripristino e di restauro.
Nella chiesa trova sepoltura il celebre medico Bernardino Ramazzini, che fu medico delle monache francescane. Vi è sepolto pure l'abate Peruzzi.

## Descrizione

### Esterno
La chiesa, con abside rivolta a levante, s'inserisce nel ritmato susseguirsi dei portici della via, interrompendoli bruscamente. L'unica parte pienamente visibile è la fiancata di settentrione, rivolta verso la strada, di cui solo metà sopravvive integra, caratterizzata dal portale cinquecentesco in pietra tenera (degradatissimo) chiuso da antichi battenti lignei, da due grandi finestroni alla palladiana e da un campanile a vela, ottocentesco. 
Nella pianta del Valle (1784), la fiancata appare dotata di portico, forse scomparso agli inizi del XIX secolo, quando la prima metà della chiesa venne trasformata in abitazioni.
A fianco al portale è posta la lapide novecentesca che ricorda la sepoltura di Bernardino Ramazzini (vi è inciso: BERNARDINO RAMAZZINI / CARPENSI / PHILOSOPHO AC MEDICO / IN MUTINENSI ACADEMIA / PRIMUM MEDICINAE THEORICAE PROFESSORI / POSTREMO / IN PATAVINO LYCEO PRACTICAE MEDICINAE / PROFESSORI PRIMARIO / QUI SUMMA LITERARUM JACTURA / OCTOGENARIO MAJOR / E VIVI EXCESSIT / NONIS NOVEMBRIS
ANNO SALUTIS NOSTRAE MDCCXIV / UT GRATUM SE CELEBERRIMO PATRUO OSTENDERET / INSCRIPTIONEM HANC POSUIT / AMANTISSIMUS EX FRATRE NEPOS / BARTHOLOMAEUS RAMAZZINUS / MEDICINAE DOCTOR. PATAVINA UNIVERSITAS STUDIORUM / QUOD RAMAZZINUS / DE MORBIS ARTIFICUM CURANDIS OPTIME MERITUS / EDITIS LIBRIS OMNIUM PRIMUS TRACTAVIT / ANNO SAECUL. AB EIUS NAT. III REDEUNTE / HUNC TITULUM / TANDEM LAPIDE INCIDENDUM ET PROPE SEPULCRUM CONLOCANDUM / IV NON. OCTOBR. A. MDCCCCXXXIII. XI A F.R. / CAROLO ANTI RECTORE / DECREVIT).

### Interno
Prima delle soppressioni francesi la chiesa era dotata di quattro altari: sui due di destra erano posti i lavori di Giacomo Ceruti "il Pitocchetto": "i santi Giuseppe, Lodovico e Bonaventura" e di un certo Angelus Trivisanus: "la Vergine del Rosario col Bambino e san Domenico". Sul primo altare a sinistra: "Resurrezione di Cristo", che alcuni attribuivano a Francesco Salviati (altri a Giulio Campagnola) e sull'altare delle reliquie della beata Elena pala di Nicolò Bambini: "la beata Elena portata in cielo dagli angeli". Sull'altare maggiore vi era una grande pala di Antonio Zanchi: "i santi Basilio, Antonio, Francesco, la beata Elena ed altra santa". Pure il soffitto recava un grande affresco, sempre lavoro di Nicolò Bambini.
L'interno, originariamente ampio e luminoso, è ora ridotto ad un ambiente caratterizzato da uno slancio verticale, impostato su una pianta pressoché quadrata, mossa dal contenuto presbiterio.
Parte delle opere e delle suppellettili sopravvissute è conservata nella vicina chiesa dell'Immacolata.

## Curiosità
Nel 1782 la monache francescane furono onorate dal papa Pio VI, che transitando in corteo in prossimità del convento, lo bloccò improvvisamente per benedire le religiose appostate alla porta del cenobio "disposte come le posate nella custodia".